# Winnipeg Sea Bears
Winnipeg Sea Bears es un equipo de baloncesto canadiense que juega en la CEBL, la primera competición profesional de su país. Tiene su sede en la ciudad de Winnipeg, Manitoba, y disputa sus partidos como local en el Canada Life Centre, con capacidad para 15.321 espectadores.

## Historia
El 9 de noviembre de 2022, la Canadian Elite Basketball League anunció que su décima franquicia estaría en Winnipeg, Manitoba. El 30 de noviembre de 2022, la franquicia de Winnipeg dio a conocer oficialmente su marca, anunciando su nombre y logotipo como Winnipeg Sea Bears. Se anunció que jugarían en el Canada Life Centre.
El 14 de diciembre de 2022, los Sea Bears anunciaron que Mike Taylor fue contratado como primer entrenador del equipo. El 27 de mayo de 2023, los Sea Bears jugaron su partido inaugural frente a 7.303 aficionados, rompiendo el récord de asistencia de la liga anterior en casi 3.000. Ganaron el partido 90–85 sobre los Vancouver Bandits. Los Sea Bears terminaron su temporada inaugural con un récord de 12-8, logrando el segundo lugar en la Conferencia Oeste y un partido de playoffs en casa contra los Edmonton Stingers. Winnipeg estableció otro récord de asistencia en su primer partido de playoffs con 10.580 espectadores.

## Trayectoria
| Liga  | Temporada   | Entrenador | Temporada regular | Temporada regular | Temporada regular | Temporada regular | Playoffs | Playoffs | Playoffs          | Playoffs  |
| Liga  | Temporada   | Entrenador | Ganados           | Perdidos          | % Ganados         | Puesto            | Ganados  | Perdidos | % ganados         | Resultado |
| ----- | ----------- | ---------- | ----------------- | ----------------- | ----------------- | ----------------- | -------- | -------- | ----------------- | --------- |
| CEBL  |             |            |                   |                   |                   |                   |          |          |                   |           |
| 2023  | Mike Taylor | 12         | 8                 | .600              | 2.º Oeste         | 0                 | 1        | .000     | Pierde en play-in |           |
| Total | Total       | Total      | 12                | 8                 | .600              | —                 | 0        | 1        | .000              |           |